# تیپ ۳۸ زرهی تربت جام
تیپ ۳۸ زرهی تربت جام از تیپ‌های مستقل زرهی نیروی زمینی ارتش جمهوری اسلامی ایران است، که پادگان و ستاد فرماندهی آن در شهر تربت جام، استان خراسان رضوی مستقر می‌باشد. تیپ ۳۸ زرهی در خلال جنگ ایران و عراق، از یگان‌های عمل‌کننده ارتش جمهوری اسلامی ایران بود. هم‌اکنون سرتیپ‌دوم علی کریمی فرماندهی تیپ ۳۸ زرهی تربت جام را برعهده دارد. 